# Cabañaquinta
Cabañaquinta ist eines von 18 Parroquias in der Gemeinde Aller der autonomen Region Asturien in Spanien.

## Geographie
Cabañaquinta (asturisch Cabanaquinta) ist Hauptort und Verwaltungssitz der Gemeinde Aller der autonomen Provinz Asturien in Spanien. Er bildet auch ein parroquia dieser Gemeinde.
Cabañaquinta hat auf einer Fläche von 4,71 km² 1.484 Einwohner (2011). Es liegt auf 427 m und umfasst die Ortsteile (barrios) Vallina, El Boleru, Parrielles, Veguina, Rozá, Espineo, La Sierra und Carriques. Cabañaquinta liegt 44 km von der Provinzhauptstadt Oviedo entfernt.

## Geschichte
Seit 1869 ist Cabañaquinta Hauptort der Gemeinde Aller (bis dahin war dies Collanzo in der heutigen Parroquia Santibáñez de La Fuente). Bis 1887 gehörte die Kirchengemeinde zu Vega, wurde aber 1892 von ihr unabhängig. 1899 wurde der Bau einer eigenen Kirche begonnen, die am 28. August 1902 fertiggestellt und 1904 eingeweiht wurde.

## Ortsteile
- Cabañaquinta (Cabanaquinta)
- La Collada (La Collá)
- Los Corradones (Los Corraones)

## Klima
Angenehm milde Sommer mit ebenfalls milden, selten strengen Wintern. In den Hochlagen können die Winter durchaus streng werden.

## Sehenswürdigkeiten
- Kirche San Salvador (Iglesia de San Salvador/Erlöserkirche).

## Fiestas und Veranstaltungen
- Jährlich am 1. Wochenende im Oktober Fest der Jungfrau vom Hl. Rosenkranz (span. Virgen del Rosario)